# جيمس ماكدونالد (اقتصادي)
جيمس ماكدونالد (بالإنجليزية: James McDonald)‏ هو اقتصادي أمريكي، ولد في 1942.